# Escarabajo perforador de la madera

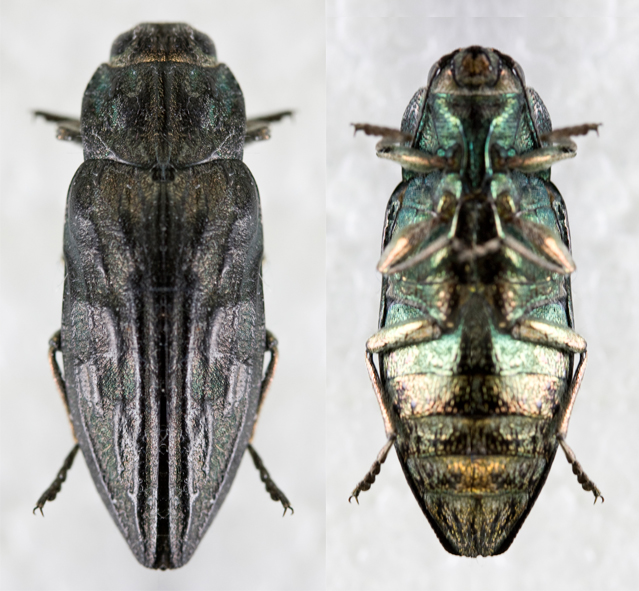
Escarabajo perforador de la madera

El término de escarabajo perforador de la madera engloba muchas especies y familias de escarabajos cuyas formas larvarias o adultas comen y destruyen la madera (es decir, son xilófagos). En la industria de la madera, las fases larvarias de algunos de ellos se denominan a veces carcomas. Las tres familias de escarabajos perforadores de la madera más ricas en especies son los escarabajos de cuernos largos, los escarabajos y gorgojos de la corteza y los barrenadores metálicos de cabeza plana. Se cree que la perforación de la madera es la ecología ancestral de los escarabajos, y las perforaciones realizadas por los escarabajos en la madera fósil se remontan a los primeros registros fósiles de escarabajos del Pérmico temprano (Asseliano), hace unos 295-300 millones de años.

## Ecología
Los escarabajos perforadores de la madera suelen atacar a los árboles muertos o en proceso de muerte. En los bosques, son importantes en la renovación de los árboles, ya que eliminan los árboles débiles, permitiendo así que se produzca un nuevo crecimiento. También son importantes como descomponedores primarios de los árboles dentro de los sistemas forestales, permitiendo el reciclaje de nutrientes encerrados en el material leñoso de los árboles, relativamente resistente a la descomposición. Para desarrollarse y alcanzar la madurez, los escarabajos xilófagos necesitan nutrientes proporcionados por hongos externos a la madera que habitan. Estos nutrientes no sólo son asimilados por el cuerpo de los escarabajos, sino que también se concentran en su excremento, contribuyendo a los ciclos de nutrientes del suelo. Aunque la gran mayoría de los escarabajos perforadores de la madera son ecológicamente importantes y económicamente benignos, algunas especies pueden convertirse en plagas económicas al atacar árboles relativamente sanos (por ejemplo, el escarabajo asiático de cuernos largos, el barrenador esmeralda del fresno) o al parasitar árboles derribados en los aserraderos. Especies como el escarabajo asiático de cuernos largos y el barrenador esmeralda del fresno son ejemplos de especies invasoras que amenazan los ecosistemas forestales naturales.

## Invasión y control

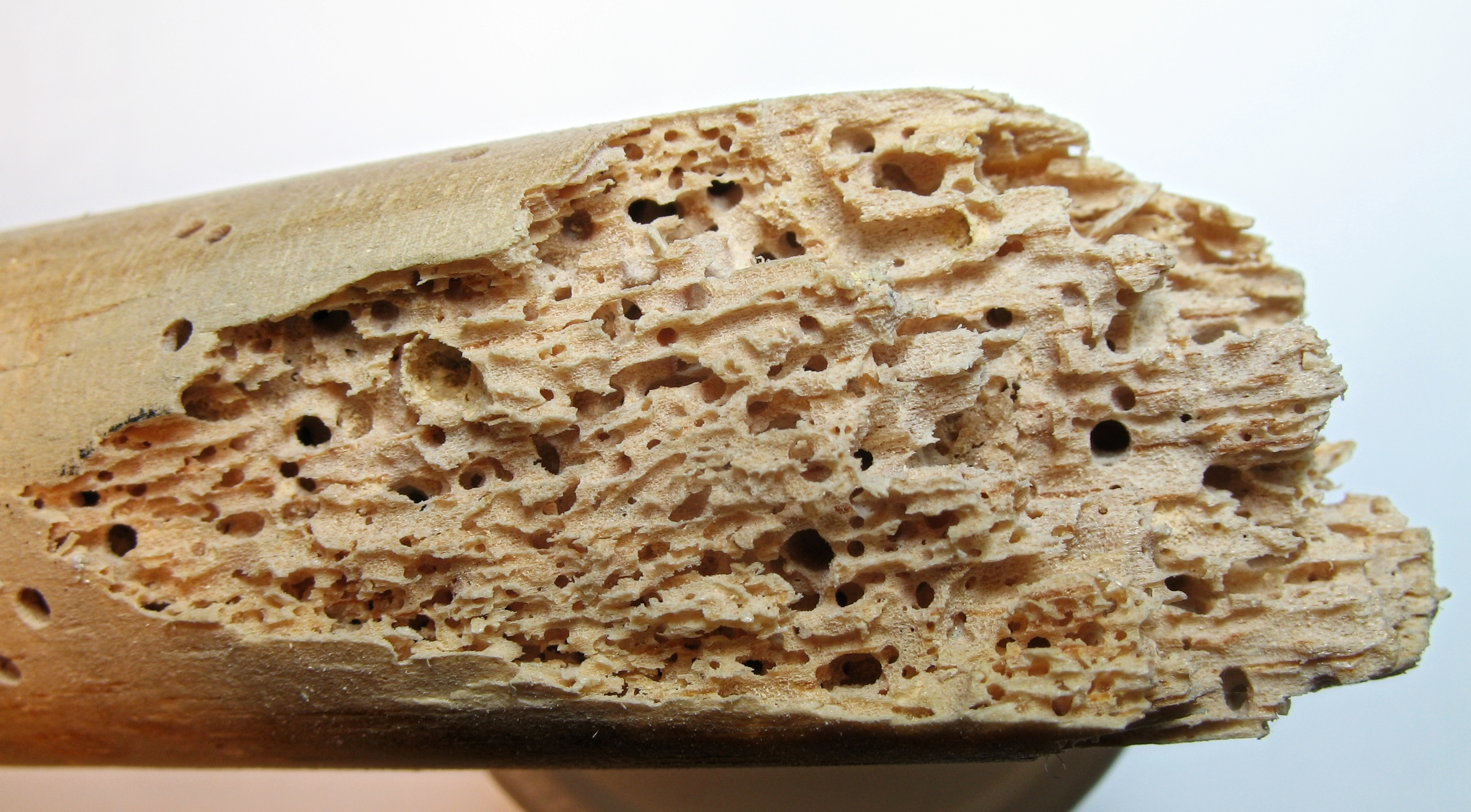
Fragmento de un palo de escoba afectado por carcoma

Los escarabajos perforadores de la madera suelen detectarse pocos años después de una nueva construcción. El suministro de madera puede haber contenido madera infectada con huevos o larvas de escarabajos, y como los ciclos de vida de los escarabajos pueden ser de uno o más años, pueden pasar varios años antes de que la presencia de escarabajos sea perceptible. En muchos casos, los escarabajos serán de un tipo que sólo ataca a la madera viva y, por tanto, incapaces de «infectar» otras piezas de madera o de causar más daños.
Las infestaciones reales son mucho más probables en zonas con mucha humedad, como los espacios mal ventilados. Las viviendas con calefacción central/aire acondicionado tienden a reducir la humedad de la madera en las zonas habitadas a menos de la mitad de la humedad natural, reduciendo así considerablemente la probabilidad de una infestación. Algunas especies infestan los muebles.
Algunos escarabajos invaden la madera utilizada en la construcción y la fabricación de muebles; otros limitan su actividad a los bosques o a las raíces de los árboles vivos. A continuación se enumeran algunos de esos escarabajos que son plagas domésticas.
- Escarabajo de la ambrosía
- Escarabajo común de los muebles
- Escarabajo guardián de la muerte
- Barrenador de madera de cabeza plana
- Escarabajo de la pólvora (Ptinidae, Bostrichidae)
- Barrenador de casas antiguas